# Upplands runinskrifter 699
Upplands runinskrifter 699 är en vikingatida runsten av granit i Amnö, Veckholms socken och Enköpings kommun.
Runsten, 1,55 m hög, 0,8 m bred och 0,4 m tjock. Runhöjd är 8 cm. Ristningen vetter mot söder. Stenen, som är lagad, har ungefär hälften av runorna bevarade.

## Inskriften
Translitterering av runraden:
[ikilaif · let · r]as[a · st-- at · bruna · boanta ·] s[in] · h(a)n : (u)arþ [·] tauþr · a t[an](m)(a)rku · ¶ · i huita·uaþum [· bal]i · ¶ · [-r]ist...
Normalisering till runsvenska:
Ingilæif let ræisa st[æin] at Bruna, boanda sinn. Hann varð dauðr a Danmarku i hvitavaðum. Balli rist[i].
Översättning till nusvenska:
Ingelev lät resa stenen efter Brune, sin make. Han dog i Danmark i vita kläder. Balle ristade.
Källström menar att [-r]ist... kan läsas [n r]ist... och tolkas "ristade härpå(?)".

## Tidiga tolkningar
Olof Rudbeck drog in en felaktig läsning av denna runsten i sitt resonemang om att de antika hyperboreerna skulle ha bott i Sverige. Han läste ifurborin, ”yverboren, hyperboré”, där det egentligen stod ikilaif, ”Ingilæif”. 